# Museum Østjylland
Museum Østjylland er en selvejende institution som samler flere museer i Randers og Djursland. Sekretariatet har fået sæde i Kulturhuset, Stemannsgade 2.
Museet blev etableret 1. januar 2011 som en fusion mellem hidtil selvstændige museer. I dag findes der ni afdelinger:
- Museum Østjylland Randers (i Kulturhuset)
- Randers Stadsarkiv (i Kulturhuset)
- Håndværksmuseet Randers
- Museum Østjylland Grenaa
- BMA Maltfabrikken
- Ebeltoft Byhistoriske Arkiv (i BMA Maltfabrikken)
- Farvergården i Ebeltoft
- Det Gamle Rådhus i Ebeltoft
- Siamesisk Samling